# 1908 na política

## Eventos
- Revolução dos Jovens Turcos.
- 1 de Fevereiro - O rei Carlos I de Portugal e o seu filho mais velho Luís Filipe, Duque de Bragança são assassinados no Terreiro do Paço em Lisboa por membros da Carbonária (sociedade secreta republicana).
- Outubro - A Bulgária proclama-se independente do império otomano; a Império Austro-Húngaro anexa a Bósnia e a Herzegovina.

## Nascimentos
| Data            | Nome                       | Profissão                                                              | Nacionalidade   | Observações | Ref |
| --------------- | -------------------------- | ---------------------------------------------------------------------- | --------------- | ----------- | --- |
| 17 de fevereiro | Bo Yibo                    | político da China e um dos "Oito Imortais do Partido Comunista Chinês" | China           | m. 2007     |     |
| 12 de fevereiro | Olga Benário               | militante comunista da Alemanha                                        | Alemanha        | m. 1942     |     |
| 12 de abril     | Carlos Lleras Restrepo     | Presidente da República da Colômbia de 1966 a 1970                     | Colômbia        | m. 1994     |     |
| 28 de abril     | Oskar Schindler            | empresário e opositor ao anti-semitismo                                | Alemanha        | m. 1974     |     |
| 27 de agosto    | Lyndon Johnson             | presidente dos Estados Unidos de 1963 a 1969                           | Estados Unidos  | m. 1973     |     |
| 5 de setembro   | Josué de Castro            | escritor, nutrólogo, geógrafo e ativista                               | Brasil          | m. 1973     |     |
| 28 de outubro   | Arturo Frondizi            | presidente da Argentina de 1958 a 1962                                 | Argentina       | m. 1995     |     |
| 3 de novembro   | Giovanni Leone             | primeiro-ministro em 1963, 1968 e presidente de Itália de 1971 a 1978  | Itália          | m. 2001     |     |
| 14 de novembro  | Joseph McCarthy            | político, senador do Wisconsin                                         | Estados Unidos  | m. 1957     |     |
| 8 de dezembro   | Manuel Urrutia Lleó        | presidente de Cuba em 1959                                             | Cuba            | m. 1981     |     |
| 15 de dezembro  | Gualberto Villarroel López | presidente da Bolívia de 1943 a 1946                                   | Bolívia         | m. 1946     |     |
| 31 de dezembro  | Simon Wiesenthal           | arquiteto e "caçador" de nazistas                                      | Áustria-Hungria | m. 2005     |     |

## Mortes
| Data           | Nome | Profissão                               | Nacionalidade  | Observações | Ref |
| -------------- | --- | --------------------------------------- | -------------- | ----------- | --- |
| 1 de fevereiro | Carlos Fernando Luís Maria Vítor Miguel Rafael Gabriel Gonzaga Xavier Francisco de Assis José Simão de Bragança Sabóia Bourbon Saxe-Coburgo-Gotha                                     | Carlos I de Portugal                    | Portugal       | n.1863      |     |
| 1 de fevereiro | Luís Filipe Maria Carlos Amélio Fernando Victor Manuel António Lourenço Miguel Rafael Gabriel Gonzaga Xavier Francisco de Assis Bento de Bragança Orleães Sabóia e Saxe-Coburgo-Gotha | Príncipe Real de Portugal               | Portugal       | n.1887      |     |
| 24 de junho    | Grover Cleveland | 22º e 24º Presidente dos Estados Unidos | Estados Unidos | n. 1837     |     |
| 8 de novembro  | Tomás Estrada Palma | presidente de Cuba de 1902 a 1906       | Cuba           | n. 1835     |     |